# Театр комедії (Будапешт)
Будапештський театр комедії (угор. Vígszínház) — драматичний театр у столиці Угорщини місті Будапешті.
Театр, започаткований на межі XIX і ХХ століть на противагу консервативному Національному театрові, став першим закладом угорської драми, й одним із найстаріших серед нині діючих театрів у країні.

## Будівля
Будинок Будапештського Театру комедії був спроектований відомими австрійськими архітекторами Ф. Фельнером і Г. Гельмером, які працювали над 47 будівлями театрів по всій Європі, в тому числі і в Україні (в опера в Одесі, драмтеатр у Чернівцях). Обрана під забудову територія раніше являла собою болото, але вже по декількох роках після зведення театру розвинулася в престижний район Ліпотварош (Lipótváros).
Будівельні роботи розпочалися 1895 року, і тривали протягом року, завершившись 1 травня 1896 року.
Три основні складові інтер'єру будівлі: сцена, партер та велике фоє, являють собою яскравий зразок історизму, де достатньо великі розміри поєднуються з бароковим декором, в тому числі у позолоті.

## З історії театру

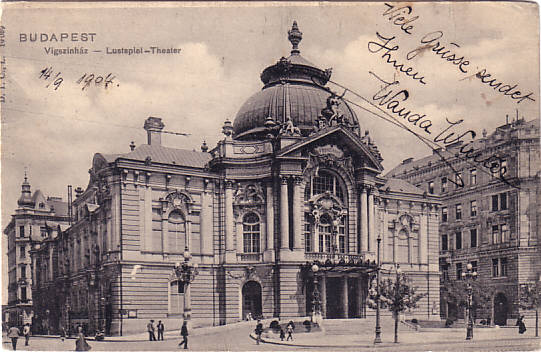
Театр Комедії, 1904

Першим директором театру був Мор Дітрой (Mór Ditrói) з Коложвару (тепер Клуж-Напока, Румунія). Він також ангажував до театру групу молодих акторів, не знайомих будапештській публіці на той час. Їм доволі швидко вдалося створити унікальний та сучасний репертуар, який відрізнявся від афіші класичних театрів, і включав як французькі комедії, а також щойно посталі сучасні угорські (Ференц Молнар / Ferenc Molnár, Шандор Броди / Sándor Bródy, Єно Хелтай / Jenő Heltai), так і зарубіжні — зокрема, драми І. Шоу, Б. Брехта, А. Чехова. У подальшому театр став домівкою та першою сценою для когорти видатних угорських драматургів (Gyula Csortos, Lili Darvas, Lili Muráti, Artur Somlay, Klári Tolnay, Gyula Kabos).
Наприкінці II Світової війни 1 січня 1945 року будівлю Будапештського Театру комедії було пошкоджено бомбовим ударом, внаслідок чого трупа мусила переїхати до приміщення кінотеатру «Радіус» (Radius Movie Theatre) на вулиці Надьмезе (Nagymező). Відновлювальні роботи розпочалися під наглядом Оскара Кауфманна (Oszkár Kaufmann). 
Як і решта культурних закладів, Театр комедії було націоналізовано 1949 року (до того часу він діяв як приватна установа). Відтак, 1951 року театр відкрився під новою назвою Театр Народної Армії. 
Оригінальну назву театрові було повернуто в 1960 році, і вже незабаром він став головним осередком сучасного угорського драматичного мистецтва — тут відбувалися постановки п'єс таких відомих угорських драматургів XX століття, як Ґабор Турзо (Gábor Thurzó), Дюла Йєш (Gyula Illyés), Іштван Еркени (István Örkény), а також сучасних зарубіжних класиків Артура Міллера та Фрідріха Дюрренматта. 
Значні ремонтні роботи будівлі театру було здійснено в 1994 році. 
У наш час Будапештський Театр комедії є одним з найуспішніших театральних закладів міста — щороку (2000-ні) його відвідують близько 350 000 осіб.

## Pesti Színház
У 1967 році було відкрито відділення Будапештського Театру комедії Pesti Színház. Зала театрального приміщення розрахована на 530 глядачів, воно розташоване на вулиці Вачі (Váci).